# Advances in Chemical Physics
Advances in Chemical Physics is een internationaal, aan collegiale toetsing onderworpen wetenschappelijk tijdschrift op het gebied van de
fysische chemie.
De naam wordt in literatuurverwijzingen meestal afgekort tot Adv. Chem. Phys.
Het wordt uitgegeven door John Wiley & Sons.